# Joe Hennawi
Joseph (Joe) Fikry Hennawi (Salinas (Californië), Verenigde Staten, 1976) is een Amerikaanse astronoom en hoogleraar sterrenkunde aan de Universiteit Leiden.

## Opleiding en carrière
Hennawi studeerde in 2000 af in de natuurkunde aan Stanford-universiteit. Hij promoveerde in 2004 aan Princeton-universiteit op een proefschrift over zwaartekrachtslenzen. Van 2004 tot 2009 werkte hij als postdoc aan de Universiteit van Californië - Berkeley. Van 2009 tot 2016 was hij onderzoeker bij het Max-Planck-Institut für Astronomie in Heidelberg (Duitsland). Van 2016 tot 2021 was hij associate professor aan de Universiteit van Californië - Santa Barbara. Sinds juni 2021 is hij hoogleraar aan de Sterrewacht Leiden (Universiteit Leiden).

## Onderzoek
Hennawi's onderzoek richt zich op donkere materie, op zwaartekrachtslenzen, op de kosmische achtergrondstraling en op quasars (superzware zwarte gaten met daaromheen een gasschijf). Hij doet simulaties en gebruikt voor zijn onderzoek onder andere de Atacama Large Millimeter Array, de Very Large Telescope, de Chandra X-ray Observatory en de telescopen van het Keck-observatorium.. Met mede-onderzoekers ontdekte hij in 2021 het vroegste superzware zwarte gat plus quasar.

## Prijzen en onderscheidingen
- Paul & Daisy Soros Fellowship for New Americans (2000)[9]
- Hubble Fellowship (2004)
- National Science Foundation Postdoctoral Fellowship (2007)
- Sofja Kovalevskaja Award (2010) van de Alexander von Humboldt Foundation[10]
- ERC Advanced Grant (2020)[11]